# Enzo Croatto
Enzo Croatto (Cittadella, 9 aprile 1932) è un linguista italiano.

## Biografia
Nato in provincia di Padova da padre friulano e madre veneta, ha tuttavia vissuto a Belluno sino al diploma. Laureato in lettere all'Università di Padova, ha insegnato nelle scuole medie della provincia di Belluno e di Padova, dove abita dalla fine degli anni 1960.
È noto soprattutto come dialettologo e ha contribuito anche con numerose pubblicazioni allo studio del ladino e degli altri dialetti dolomitici. In questo senso, ha collaborato con Giovan Battista Pellegrini e con il Centro Studi per la Dialettologia Italiana "O. Parlangeli" del C.N.R. di Padova. È membro di varie istituzioni ladine e curatore del vocabolario ampezzano delle Regole d'Ampezzo.

## Opere
- Enzo Croatto, Vocabolario del dialetto ladino-veneto della Valle di Zoldo (Belluno), Costabissara, Angelo Colla Editore, 2005, ISBN 88-89527-00-5.